# Sparta: War of Empires
Sparta: War of Empires (укр. Спарта: Війна імперій) — безкоштовна масова багатокористувацька стратегічна відеогра 2014 року, розроблена та випущена Plarium для браузерів.

## Ігровий процес
Дія гри розгортається в Греції V століття до нашої ери, під час війни між Ксерксом і Перською імперією. Ксеркс і його Перська імперія вирішили завоювати Грецію, залишивши землі Еллади в стані спустошення.
Щоб досягти успіху в грі, гравці повинні взяти під свій контроль античних воїнів, опанувати зброю тієї епохи та примножувати свої ресурси, здобуті в боях з іншими гравцями.
Кожен гравець стає архонтом свого міста і повинен побудувати своє місто з нуля. Гравці повинні захистити своє місто-державу за допомогою царя Леоніда та спартанської армії, використовуючи поєднання дипломатії, стратегії та війни.

## Саундтрек
Гра має повністю забитий саундтрек і звук, написаний і спродюсований композитором, лауреатом премії BAFTA Єспером Кюдом. Трек «Hellas» з гри увійшов до його альбому 2015 року «Five Worlds of Plarium».

## Огляди
Sparta: War of Empires отримала загалом позитивні відгуки, а головний редактор Gamespresso Алана Фірнолл написала, що «якщо розробники зможуть підтримувати велику базу спільноти з часом, то Sparta: War of Empires варта того, щоб у неї пограти». Джованні Даміано з Gamerbrain хвалить гру як «цікаву, веселу та захопливу», але гру критикують за дорожнечу в покупці.